# Troppo per vivere... poco per morire
Troppo per vivere... poco per morire è un film del 1967 diretto da Michele Lupo.

## Trama
Un branco di malviventi, d'accordo con una fotomodella, mette gli occhi su alcuni gioielli presentati durante una sfilata di moda ed indossati da stupende indossatrici. I diamanti, raccolti con pazienza ad opera di alcune associazioni di collezionisti, sono appartenuti a donne dell'alta società e alcuni di essi risalgono all'età dell'assolutismo francese. Tra sparatorie e colpi di scena, la polizia, grazie all'aiuto di un agente e di una ragazza, riuscirà a salvare i preziosi.

## Produzione
Scotland Yard ha concesso il permesso di girare alcune sequenze nelle varie sedi.